# Eritrosa 4-fosfato
La Eritrosa 4-fosfato es un intermediario de la ruta de las pentosas fosfato y del Ciclo de Calvin, donde es sintetizada por una transaldolasa y metabolizada por una transcetolasa.